# سفارت هند در تهران
سفارت هند در تهران (به انگلیسی: Embassy of India in Tehran)، سفارت رسمی جمهوری هند در کشور ایران است. هم اکنون رودرا گائوراو شرست Rudra Gaurav Shresth سفیر هند در ایران است. هند مستقل و ایران در ۱۵ مارس ۱۹۵۰ روابط دیپلماتیک برقرار کردند.  

## کنسولگری ها
- کنسولگری هند در بندرعباس[۳]
- کنسولگری هند در زاهدان[۴]